# Internationale Filmfestspiele Berlin 2018
Die 68. Internationalen Filmfestspiele Berlin (Berlinale) fanden vom 15. bis 25. Februar 2018 statt. Sie standen zum 17. Mal unter der Leitung von Dieter Kosslick.

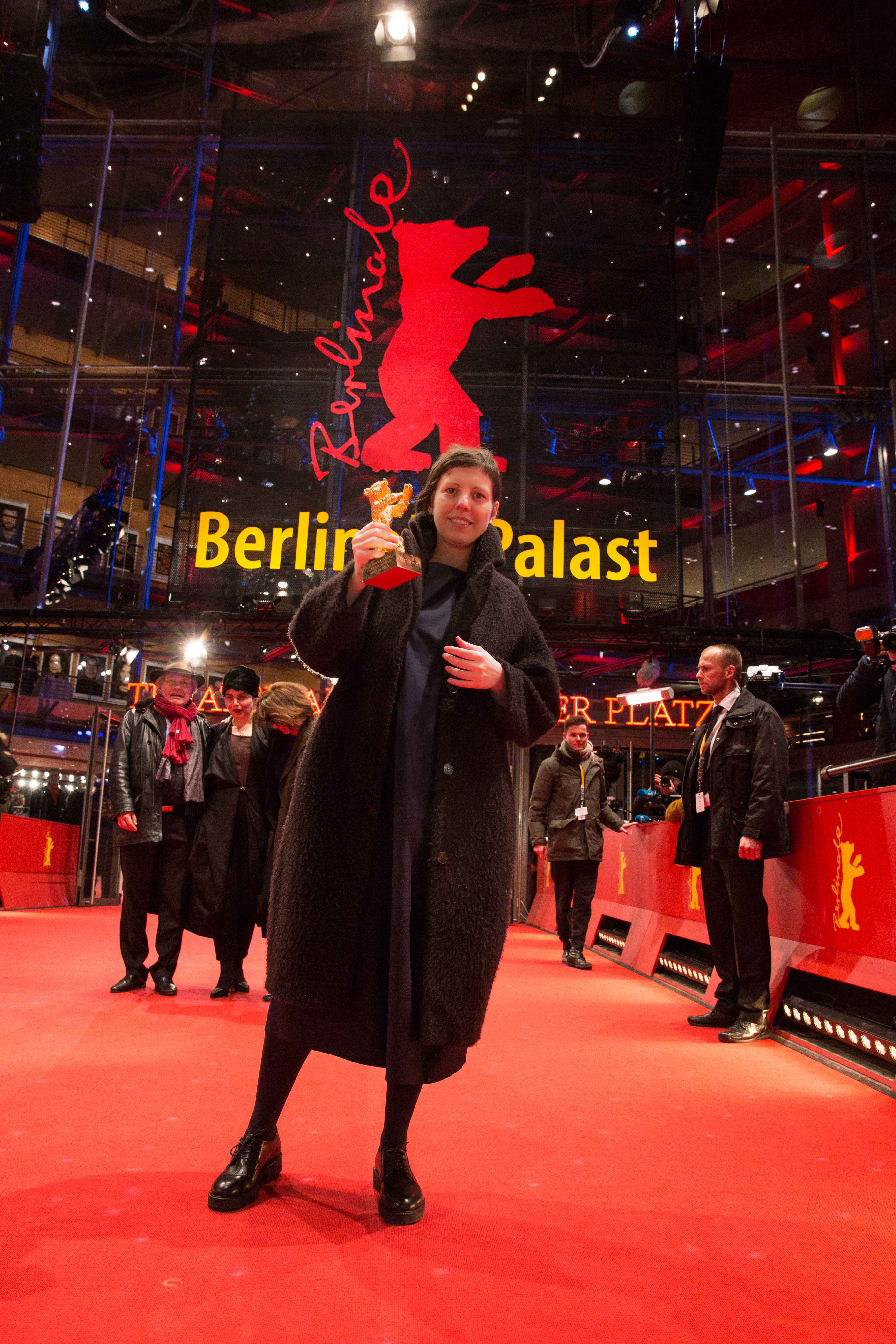
Adina Pintilie vor dem „Berlinale-Palast“ mit dem gewonnenen Goldenen Bären für Touch Me Not

In den offiziellen Sektionen, darunter dem Internationalen Wettbewerb um den Goldenen Bären unter Leitung von Tom Tykwer, waren ab Dezember 2017 die ersten Beiträge bekanntgegeben worden. Zum ersten Mal in der Geschichte der Berlinale wurde das Festival mit einem Animationsfilm, Isle of Dogs – Ataris Reise von Wes Anderson, eröffnet. Bereits mit seinem letzten Film, Grand Budapest Hotel, hatte der Regisseur die Berlinale 2014 eröffnet. Das endgültige Programm wurde offiziell am 6. Februar 2018 vorgestellt. Mit dem Hauptpreis des Festivals wurde der europäische Experimentalfilm Touch Me Not der rumänischen Regisseurin Adina Pintilie ausgezeichnet.
Insgesamt wurden 385 Filme in 14 Sektionen gezeigt. Wie in den Vorjahren waren u. a. das Theater am Potsdamer Platz („Berlinale Palast“) sowie die Kinos CinemaxX, Kino International, das Haus der Berliner Festspiele und der Friedrichstadtpalast Hauptspielstätten der Berlinale.
Der US-amerikanische Schauspieler Willem Dafoe wurde mit dem Goldenen Ehrenbären und einer Hommage aus zehn Filmen geehrt. Die diesjährige Berlinale Kamera wurde an die Schweizerin Beki Probst (1988 bis 2014 Leiterin des European Film Markets der Berlinale), den israelischen Produzenten Katriel Schory (u. a. Geschäftsführer des Israel Film Funds) und den tschechischen Regisseur und Schauspieler Jiří Menzel (Gewinner des Goldenen Bären 1990) verliehen.
Im Zuge der #MeToo-Debatte um Machtmissbrauch und sexualisierte Gewalt in der Unterhaltungsindustrie fanden anlässlich der Berlinale eine Podiumsdiskussion und ein Seminar zum Thema statt. Unter dem Titel „NEIN zu Diskriminierung!“ soll Hilfe vermittelt werden, sollte es auf dem Festival zu Diskriminierung, Belästigung oder Missbrauch kommen. Bei der Eröffnungsfeier erinnerte Kulturstaatsministerin Monika Grütters anlässlich ihrer Rede daran. Festivalchef Kosslick erinnerte an die inhaftierten Deniz Yücel und Oleh Senzow. Yücel wurde im Verlauf des Festivals aus dem Gefängnis entlassen.

## Offizielle Sektionen

### Internationaler Wettbewerb

#### Internationale Jury

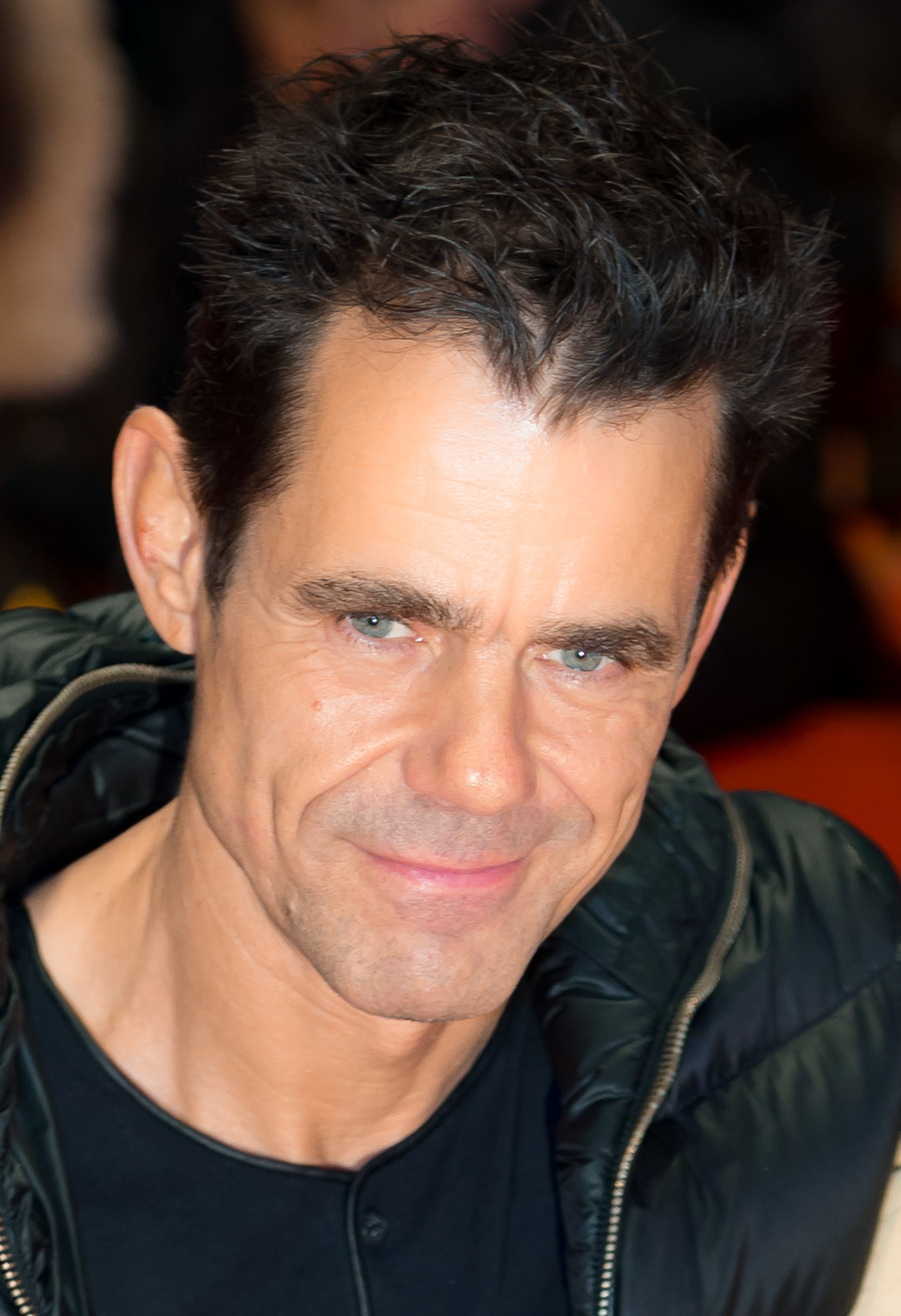
Tom Tykwer auf der Berlinale 2017

Als Jury-Präsident wurde Anfang November 2017 Tom Tykwer präsentiert. Der deutsche Filmregisseur, Drehbuchautor und Produzent war in der Vergangenheit mit sechs Filmen auf der Berlinale vertreten. Mit den Kurzfilmen Epilog (Sektion Panorama, 1992) und True (Kurzfilmwettbewerb, 2004) sowie mit den Spielfilmen Heaven (Internationaler Wettbewerb, 2002) und The International (außer Konkurrenz, 2009), mit denen er jeweils das Filmfestival eröffnete. Außerdem wirkte er mit weiteren Regisseuren an dem Episodenfilm Deutschland 09 (außer Konkurrenz, 2009) und dem Dokumentarfilm Rosakinder (Berlinale Special, 2013) mit. Tykwer verwies bei seiner Vorstellung als Jurypräsident darauf, dass die Berlinale sein „Lieblings- und […] Heimatfestival“ sei und ihn bereits seit Beginn seiner Karriere unterstütze. Er war der erste deutsche Jury-Präsident seit Werner Herzog (2010).
Dem Jury-Präsidenten standen bei der Vergabe der Preise mehrere Jurymitglieder zur Seite, die bei der offiziellen Vorstellung des Programms am 6. Februar 2018 benannt wurden:
- Cécile de France, belgische Schauspielerin
- Chema Prado, spanischer Filmarchivar und Fotograf
- Adele Romanski, US-amerikanische Filmproduzentin
- Ryūichi Sakamoto, japanischer Komponist
- Stephanie Zacharek, US-amerikanische Filmkritikerin

Tykwer gab vor Beginn des Festivals in einem Interview an, „wilde und sperrige Filme“ in Deutschland zu vermissen. „Wir haben herausgefunden, dass wir nicht nur das würdigen wollen, was Kino kann, sondern auch das, wo es noch hingehen kann“, äußerte er sich im Namen der Jury vor der Preisverleihung.

#### Filme
19 Filme konkurrierten im Wettbewerb um den Goldenen Bären.
| Filmtitel (Verweistitel)                                                  | Regie                        | Land                                                                | Darsteller (Auswahl) |
| ------------------------------------------------------------------------- | ---------------------------- | ------------------------------------------------------------------- | --- |
| 3 Tage in Quiberon                                                        | Emily Atef                   | Deutschland, Österreich, Frankreich                                 | Marie Bäumer, Birgit Minichmayr, Charly Hübner, Robert Gwisdek, Denis Lavant                                                                                  |
| Ang panahon ng halimaw (Season of the Devil / In Zeiten des Teufels)      | Lav Diaz                     | Philippinen                                                         | Piolo Pascual, Shaina Magdayao, Pinky Amador, Bituin Escalante, Hazel Orencio, Joel Saracho, Bart Guingona, Angel Aquino, Lilit Reyes, Don Melvin Boongaling  |
| Auferstehen (La prière)                                                   | Cédric Kahn                  | Frankreich                                                          | Anthony Bajon, Damien Chapelle, Alex Brendemühl, Louise Grinberg, Hanna Schygulla                                                                             |
| Don’t Worry, weglaufen geht nicht (Don’t Worry, He Won’t Get Far on Foot) | Gus Van Sant                 | USA                                                                 | Joaquin Phoenix, Jonah Hill, Rooney Mara, Jack Black, Udo Kier                                                                                                |
| Dowlatow (Довлатов)                                                       | Alexei German Jr.            | Russland, Polen, Serbien                                            | Milan Marić, Danila Koslowski, Helena Sujecka, Artur Bestschastny, Jelena Ljadowa                                                                             |
| Eva                                                                       | Benoît Jacquot               | Frankreich, Belgien                                                 | Isabelle Huppert, Gaspard Ulliel, Julia Roy, Richard Berry |
| Meine Tochter – Figlia Mia (Daughter of Mine)                             | Laura Bispuri                | Italien, Deutschland, Schweiz                                       | Valeria Golino, Alba Rohrwacher, Sara Casu, Udo Kier |
| Las herederas (The Heiresses)                                             | Marcelo Martinessi           | Paraguay, Uruguay, Deutschland, Brasilien, Norwegen, Frankreich     | Ana Brun, Margarita Irún, Ana Ivanova |
| In den Gängen (In the Aisles)                                             | Thomas Stuber                | Deutschland                                                         | Franz Rogowski, Sandra Hüller, Peter Kurth |
| Isle of Dogs – Ataris Reise (Isle of Dogs)                                | Wes Anderson                 | USA                                                                 | Animationsfilm |
| Khook (Pig / Schwein)                                                     | Mani Haghighi                | Iran                                                                | Hasan Majuni, Leila Hatami, Leili Rashidi, Parinaz Izadyar, Ali Bagheri                                                                                       |
| Mein Bruder heißt Robert und ist ein Idiot                                | Philip Gröning               | Deutschland, Frankreich, Schweiz                                    | Josef Mattes, Julia Zange, Urs Jucker, Stefan Konarske, Zita Aretz, Karolina Porcari, Vitus Zeplichalh                                                        |
| Museo (Museum)                                                            | Alonso Ruizpalacios          | Mexiko                                                              | Gael García Bernal, Leonardo Ortizgris, Alfredo Castro, Simon Russell Beale, Bernardo Velasco, Leticia Brédice, Ilse Salas, Lisa Owen                         |
| Smoking Gun – Nicht jede Frau will gerettet werden (Damsel)               | David Zellner Nathan Zellner | USA                                                                 | Robert Pattinson, Mia Wasikowska, David Zellner, Nathan Zellner, Robert Forster, Joe Billingiere                                                              |
| Toppen av ingenting (The Real Estate)                                     | Måns Månsson                 | Schweden, Großbritannien                                            | Léonore Ekstrand, Christer Levin, Christian Saldert, Olof Rhodin, Carl Johan Merner, Don Bennechi                                                             |
| Touch Me Not                                                              | Adina Pintilie               | Rumänien, Deutschland, Tschechische Republik, Bulgarien, Frankreich | Laura Benson, Tómas Lemarquis, Christian Bayerlein, Grit Uhlemann, Hanna Hofmann, Seani Love, Irmena Chichikova                                               |
| Transit                                                                   | Christian Petzold            | Deutschland, Frankreich                                             | Franz Rogowski, Paula Beer, Godehard Giese, Lilien Batman, Maryam Zaree, Barbara Auer, Matthias Brandt, Sebastian Hülk, Emilie de Preissac, Antoine Oppenheim |
| Die Maske (Mug)                                                           | Małgorzata Szumowska         | Polen                                                               | Mateusz Kościukiewicz, Agnieszka Podsiadlik, Małgorzata Gorol, Roman Gancarczyk, Dariusz Chojnacki, Robert Talarczyk, Anna Tomaszewska, Martyna Krzysztofik   |
| Utøya 22. Juli (U – July 22)                                              | Erik Poppe                   | Norwegen                                                            | Andrea Berntzen, Aleksander Holmen, Brede Fristad, Elli Rhiannon Müller Osbourne, Solveig Koløen Birkeland, Sorosh Sadat, Ada Eide                            |

Außer Konkurrenz:
- 7 Tage in Entebbe (7 Days in Entebbe) – Regie: José Padilha (USA, Großbritannien) – mit Rosamund Pike, Daniel Brühl, Eddie Marsan, Lior Ashkenazi, Denis Ménochet, Ben Schnetzer, Angel Bonanni, Juan Pablo Raba, Nonso Anozie
- Nanouk (Ága) – Regie: Milko Lasarow (Bulgarien, Deutschland, Frankreich) – mit Michail Aprossimow, Feodossija Iwanowa, Galina Tichonowa, Sergej Jegorow, Afanassi Klajew
- Black 47 – Regie: Lance Daly (Irland, Luxemburg) – mit Hugo Weaving, James Frecheville, Stephen Rea, Freddie Fox, Barry Keoghan, Moe Dunford, Sarah Greene, Jim Broadbent
- Eldorado – Regie: Markus Imhoof (Schweiz, Deutschland) – Dokumentarfilm
- Unsane (Unsane – Ausgeliefert) – Regie: Steven Soderbergh (USA) – mit Claire Foy, Joshua Leonard, Jay Pharoah, Juno Temple, Aimee Mullins, Amy Irving

### Berlinale Shorts
In der Reihe Berlinale Shorts werden Spiel-, Dokumentar-, Experimental- und Animationsfilme mit einer Maximallänge von 30 Minuten (inkl. Abspann) gezeigt. Internationale Beiträge dürfen vor der Berlinale-Aufführung noch nicht außerhalb ihres Entstehungslandes gezeigt worden sein. Als Thema wurde u. a. Geschlechter- und Machtverhältnisse genannt. Weiterhin wurde ein Sonderprogramm unter dem Titel „1968 – Rote Fahnen für alle“ mit Kurzfilmproduktionen aus den 1960er-Jahren organisiert. Kuratorin der Berlinale Shorts ist seit 2007 die freie Autorin und Filmregisseurin Maike Mia Höhne.
2017 gehörten der Internationalen Kurzfilmjury der portugiesische Filmemacher Diogo Costa Amarante (Goldener Bär 2017 für den Kurzfilm Cidade Pequena), der US-amerikanische Filmemacher und Kurator Mark Toscano und die südafrikanische Filmemacherin und Wissenschaftlerin Jyoti Mistry an. Neben dem Goldenen Bär für den besten Kurzfilm und dem Silbernen Bär vergibt die Jury die Nominierung für den Europäischen Kurzfilmpreis und den Audi Short Film Award.
Die Beiträge des Kurzfilmwettbewerbs – 22 Filme aus 18 Ländern – wurden am 10. Januar 2018 bekanntgegeben, darunter erstmals ein Film aus Ruanda:
| Filmtitel (Verweistitel)                  | Regie                             | Land                                       | Länge (in min.) |
| ----------------------------------------- | --------------------------------- | ------------------------------------------ | --------------- |
| After/Life                                | Puck Lo                           | USA                                        | 15’             |
| Alma Bandida                              | Marco Antônio Pereira             | Brasilien                                  | 15’             |
| And What Is the Summer Saying             | Payal Kapadia                     | Indien                                     | 23’             |
| Babylon                                   | Keith Deligero                    | Philippinen                                | 20’             |
| Blau                                      | David Jansen                      | Deutschland                                | 15’             |
| Burkina Brandenburg Komplex               | Ulu Braun                         | Deutschland                                | 19’             |
| Circle                                    | Jayisha Patel                     | Großbritannien, Indien, Kanada             | 14’             |
| City of Tales                             | Arash Nassiri                     | Frankreich                                 | 21’             |
| Coyote                                    | Lorenz Wunderle                   | Schweiz                                    | 10’             |
| Imfura                                    | Samuel Ishimwe                    | Schweiz, Ruanda                            | 36’             |
| Imperial Valley (Cultivated Run-Off)      | Lukas Marxt                       | Deutschland, Österreich                    | 14’             |
| Des jeunes filles disparaissent           | Clément Pinteaux                  | Frankreich                                 | 16’             |
| Madness                                   | João Viana                        | Guinea-Bissau, Katar, Portugal, Frankreich | 13’             |
| The Men Behind the Wall                   | Ines Moldavsky                    | Israel                                     | 28’             |
| Onde o Verão Vai (episódios da juventude) | David Pinheiro Vicente            | Portugal                                   | 20’             |
| Russa                                     | João Salaviza, Ricardo Alves Jr.  | Portugal, Brasilien                        | 20’             |
| Solar Walk                                | Réka Bucsi                        | Dänemark                                   | 21’             |
| Terremoto Santo                           | Bárbara Wagner, Benjamin de Burca | Brasilien                                  | 20’             |
| Le Tigre de Tasmanie                      | Vergine Keaton                    | Frankreich                                 | 14’             |
| T.R.A.P                                   | Manque La Banca                   | Argentinien                                | 16’             |
| While I Yet Live                          | Maris Curran                      | USA                                        | 15’             |
| Wishing Well                              | Sylvia Schedelbauer               | Deutschland                                | 13’             |

Außer Konkurrenz:
- Besida – Regie: Chuko Esiri (Nigeria), 12’
- The Shadow of Utopia – Regie: Antoinette Zwirchmayr (Österreich), 23’

Sonderprogramm „1968 – Rote Fahnen für alle“
- Alaska – Regie: Dore O. (BRD, 1968), 18‘
- Antigone – Regie: Ula Stöckl (BRD, 1964), 9‘
- Farbtest Rote Fahne – Regie: Gerd Conradt (BRD, 1968), 12‘
- Fundevogel – Regie: Claudia von Alemann (BRD, 1967), 22‘
- I Ruhrområdet – Regie: Peter Nestler (Schweden, 1967), 34‘
- Ja/Nein – Regie: Ernst Schmidt jr. (Österreich, 1968), 3‘
- Kunst & Revolution – Regie: Ernst Schmidt jr. (Österreich, 1968), 2‘
- My Name is Oona – Regie: Gunvor Nelson (USA, 1969), 10‘
- Na und…? – Regie: Marquard Bohm und Helmut Herbst (BRD, 1966), 33‘
- Programmhinweise – Regie: Christiane Gehner (BRD, 1970), 10‘
- Rohfilm – Regie: Birgit und Wilhelm Hein (BRD, 1968), 20‘
- Tapp und Tastkino – Regie: Valie Export (Österreich, 1968), 2‘

### Panorama
Die Sektion Panorama widmet sich traditionell dem Autorenfilm. Präsentiert werden neuste Werke bekannter Filmemacher, Debütfilme und Neuentdeckungen des Arthouse-Kinos, sowohl Spiel- als auch Dokumentarfilme („Dokumente“). Wieland Speck, seit 1992 Leiter von Panorama, wurde 2018 zum Berater des offiziellen Programms berufen. Als seine Nachfolgerin wurde Paz Lázaro bestimmt, die bisherige Panorama-Programmmanagerin.
Die Beiträge wurden am 16. Dezember 2017 und am 25. Januar 2018 bekanntgegeben. Insgesamt waren 47 Filme aus 40 Ländern vertreten, darunter 37 Weltpremieren und 16 Regiedebüts. 27 Filme liefen in Panorama Special sowie im Hauptprogramm und 20 Dokumentarfilme im Panorama Dokumente.

#### Spielfilme
| Filmtitel (Verweistitel)                                            | Regie                                 | Land                                            | Darsteller (Auswahl) |
| ------------------------------------------------------------------- | ------------------------------------- | ----------------------------------------------- | --- |
| L’Animale                                                           | Katharina Mückstein                   | Österreich                                      | Sophie Stockinger, Kathrin Resetarits, Dominik Warta, Julia Franz Richter, Jack Hofer, Dominic Marcus Singer, Simon Morzé       |
| La enfermedad del domingo (Sunday’s Illness)                        | Ramón Salazar                         | Spanien                                         | Bárbara Lennie, Susi Sánchez, Greta Fernández, Miguel Ángel Solá, Richard Bohringer                                             |
| Garbage                                                             | Q                                     | Indien                                          | Tanmay Dhanania, Trimala Adhikari, Satarupa Das                                                                                 |
| Genezis (Genesis)                                                   | Árpád Bogdán                          | Ungarn                                          | Anna Marie Cseh, Enikő Anna Illési, Milán Csordás                                                                               |
| Hojoom (Invasion)                                                   | Shahram Mokri                         | Iran                                            | Abed Abest, Elaheh Bakhshi, Babak Karimi, Pedram Sharifi, Mehdi Etemad Saied                                                    |
| Horizonti (Horizon)                                                 | Tinatin Qadschrischwili               | Georgien, Schweden                              | George Bochorishvili, Ia Sukhitashvili, Jano Izoria, Soso Gogichaishvili                                                        |
| Inkan, gongkan, sikan grigo inkan (Human, Space, Time and Human)    | Kim Ki-duk                            | Republik Korea                                  | Mina Fujii, Jang Keun Suk, Ahn Sung-ki, Lee Sung-jae, Ryoo Seung-bum, Sung Ki-youn, Joe Odagiri                                 |
| Jibril                                                              | Henrika Kull                          | Deutschland                                     | Susana AbdulMajid, Malik Blumenthal, Doua Rahal, Emna El-Aouni                                                                  |
| Koly padayut dereva (When the Trees Fall)                           | Maryssja Nikitjuk                     | Ukraine, Polen, Mazedonien                      | Anastassija Pustowit, Sonja Chalajimowa, Maksym Samtschyk, Marija Swischinska, Alla Samojlenko                                  |
| Land                                                                | Babak Jalali                          | Italien, Frankreich, Niederlande, Mexiko, Katar | Rod Rondeaux, Florence Klein, James Coleman, Wilma Pelly                                                                        |
| Lemonade                                                            | Ioana Uricaru                         | Rumänien, Kanada, Deutschland, Schweden         | Mălina Manovici, Steve Bacic, Dylan Scott Smith, Milan Hurduc, Ruxandra Maniu                                                   |
| Malambo, el hombre bueno (Malambo, the Good Man)                    | Santiago Loza                         | Argentinien                                     | Gaspar Jofre, Fernando Muñoz, Pablo Lugones, Nubecita Vargas, Gabriela Pastor, Carlos Defeo                                     |
| Marilyn                                                             | Martín Rodríguez Redondo              | Argentinien, Chile                              | Walter Rodríguez, Catalina Saavedra, Germán de Silva, Ignacio Giménez, Rodolfo García Werner                                    |
| Mes provinciales (A Paris Education)                                | Jean-Paul Civeyrac                    | Frankreich                                      | Andranic Manet, Corentin Fila, Gonzague Van Bervesselès, Diane Rouxel, Jenna Thiam, Sophie Verbeeck                             |
| La omisión (The Omission)                                           | Sebastián Schjaer                     | Argentinien, Niederlande, Schweiz               | Sofía Brito, Lisandro Rodriguez, Malena Hernández Díaz, Victoria Raposo, Pablo Sigal                                            |
| Ondes de choc – Journal de ma tête (Shock Waves – Diary of My Mind) | Ursula Meier                          | Schweiz                                         | Fanny Ardant, Kacey Mottet Klein, Jean-Philippe Écoffey, Carlo Brandt, Stéphanie Blanchoud, Jean-Quentin Châtelain              |
| Ondes de choc – Prénom: Mathieu (Shock Waves – First Name: Mathieu) | Lionel Baier                          | Schweiz                                         | Maxime Gorbatchevsky, Michel Vuillermoz, Ursina Lardi, Mickael Amman, Adrien Barazzone, Piere-Isaïe Duc, Nastassja Tanner       |
| Profile                                                             | Timur Bekmambetow                     | USA, Großbritannien, Zypern                     | Valene Kane, Shazad Latif, Christine Adams, Morgan Watkins, Amir Rahimzadeh                                                     |
| River’s Edge                                                        | Isao Yukisada                         | Japan                                           | Fumi Nikaidou, Ryo Yoshizawa, SUMIRE, Shiori Doi, Aoi Morikawa                                                                  |
| Rou qing shi (Girls Always Happy)                                   | Yang Mingming                         | Volksrepublik China                             | Nai An, Yang Mingming, Zhang Xianmin, Li Qinqin, Huang Wei, Li Yuan                                                             |
| Styx                                                                | Wolfgang Fischer                      | Deutschland, Österreich                         | Susanne Wolff, Gedion Oduor Wekesa                                                                                              |
| La terra dell’abbastanza (Boys Cry)                                 | Damiano D’Innocenzo Fabio D’Innocenzo | Italien                                         | Matteo Olivetti, Andrea Carpenzano, Milena Mancini, Max Tortora, Luca Zingaretti                                                |
| Tinta bruta (Hard Paint)                                            | Marcio Reolon Filipe Matzembacher     | Brasilien                                       | Shico Menegat, Bruno Fernandes, Guega Peixoto, Sandra Dani, Frederico Vasques                                                   |
| Trinta Lumes (Thirty Souls)                                         | Diana Toucedo                         | Spanien                                         | Alba Arias, Samuel Vilariño |
| Xiao Mei                                                            | Maren Hwang                           | Taiwan                                          | Chen Yi-Wen, Liu Kuan-Ting, Na Dow, Wu Chien-Ho, Yin Shin, Laurence Chiu, Chang Shao-Huai, Samantha Ko, Wu Kang-Jen, Jao Cincin |
| Yardie                                                              | Idris Elba                            | Großbritannien                                  | Aml Ameen, Shantol Jackson, Stephen Graham, Fraser James, Sheldon Shepherd, Everaldo Creary                                     |
| Yocho (Yocho (Foreboding))                                          | Kiyoshi Kurosawa                      | Japan                                           | Kaho, Shota Sometani, Masahiro Higashide                                                                                        |

#### Dokumentarfilme
| Filmtitel (Verweistitel)             | Regie                                       | Land                                                                            |
| ------------------------------------ | ------------------------------------------- | ------------------------------------------------------------------------------- |
| Al Gami’ya (What Comes Around)       | Reem Saleh                                  | Libanon, Ägypten, Griechenland, Katar, Slowenien                                |
| Až přijde válka (When the War Comes) | Jan Gebert                                  | Tschechische Republik, Kroatien                                                 |
| Bixa Travesty (Tranny Fag)           | Claudia Priscilla Kiko Goifman              | Brasilien                                                                       |
| Ex Pajé (Ex Shaman)                  | Luiz Bolognesi                              | Brasilien                                                                       |
| Familienleben (Family Life)          | Rosa Hannah Ziegler                         | Deutschland                                                                     |
| Game Girls                           | Alina Skrzeszewska                          | Frankreich, Deutschland                                                         |
| Generation Wealth                    | Lauren Greenfield                           | USA                                                                             |
| Hotel Jugoslavija                    | Nicolas Wagnières                           | Schweiz                                                                         |
| Je vois rouge (I See Red People)     | Bojina Panayotova                           | Frankreich, Bulgarien                                                           |
| Kinshasa Makambo                     | Dieudo Hamadi                               | Demokratische Republik Kongo, Frankreich, Schweiz, Deutschland, Katar, Norwegen |
| MATANGI / MAYA / M.I.A.              | Steve Loveridge                             | Großbritannien, Sri Lanka                                                       |
| Obscuro Barroco                      | Evangelia Kranioti                          | Frankreich, Griechenland                                                        |
| Partisan                             | Lutz Pehnert, Matthias Ehlert, Adama Ulrich | Deutschland                                                                     |
| Trail (O Processo)                   | Maria Augusta Ramos                         | Brasilien, Deutschland, Niederlande                                             |
| Shakedown                            | Leilah Weinraub                             | USA                                                                             |
| Shut Up and Play the Piano           | Philipp Jedicke                             | Deutschland, Frankreich, Großbritannien                                         |
| The Silence of Others                | Almudena Carracedo, Robert Bahar            | USA, Spanien                                                                    |
| The Silk and the Flame               | Jordan Schiele                              | USA                                                                             |
| That Summer                          | Göran Hugo Olsson                           | Schweden, Dänemark, USA                                                         |
| Zentralflughafen THF                 | Karim Aïnouz                                | Deutschland, Brasilien Frankreich                                               |

### Forum
Das Internationale Forum des Jungen Films (kurz: Forum) findet seit 1971 statt und bezeichnet sich selbst als „risikofreudigste Sektion“ der Berlinale. Präsentiert werden Dokumentar- und Spielfilme, darunter Avantgarde-, Experimental- und Essayfilme, Langzeitbeobachtungen und politische Reportagen. Zugelassen waren Filme ab einer Laufzeit von 60 Minuten. Ausländische Produktionen durften auf einem außereuropäischen Festival gezeigt, im Ursprungsland im Fernsehen ausgestrahlt oder über Video-on-Demand vertrieben worden sein. Europäischen Filmen (ausgenommen deutschen Produktionen) war es erlaubt, im Ursprungsland auf einem nationalen Festival veröffentlicht worden zu sein oder eine nationale Kinoauswertung erfahren zu haben. Sektionsleiter ist Christoph Terhechte.
Die 48. Auflage des Forums zeigte 44 Filme im Hauptprogramm, darunter 35 Weltpremieren.
- 14 Apples – Regie: Midi Z, Taiwan (Myanmar)
- Afrique, la pensée en mouvement Part I – Regie: Jean-Pierre Bekolo (Senegal)
- Aggregat – Regie: Marie Wilke (Deutschland)
- Amiko – Regie: Yoko Yamanaka (Japan)
- Apatride (Stateless) – Regie: Narjiss Nejjar (Marokko, Frankreich, Katar)
- Aufbruch – Regie: Ludwig Wüst (Österreich)
- La cama (The Bed) – Regie: Mónica Lairana (Argentinien, Deutschland, Niederlande, Brasilien)
- La Casa Lobo (Das Wolfshaus) (The Wolf House) – Regie: Joaquín Cociña, Cristóbal León (Chile)
- Casanovagen – Regie: Luise Donschen (Deutschland)
- Classical Period – Regie: Ted Fendt (USA)
- Con el viento (Facing the Wind) – Regie: Meritxell Colell Aparicio (Spanien, Frankreich, Argentinien)
- Los débiles (The Weak Ones) – Regie: Raúl Rico, Eduardo Giralt Brun (Mexiko)
- Den’ Pobedy (Victory Day) – Regie: Sergei Loznitsa (Deutschland)
- Die Tomorrow – Regie: Nawapol Thamrongrattanarit (Thailand)
- Djamilia (Jamila) – Regie: Aminatou Echard (Frankreich)
- Drvo (The Tree) – Regie: André Gil Mata (Portugal)
- An Elephant Sitting Still – Regie: Hu Bo (Volksrepublik China)
- L’empire de la perfection (In the Realm of Perfection) – Regie: Julien Faraut (Frankreich)
- Fotbal infinit (Infinite Football) – Regie: Corneliu Porumboiu (Rumänien)
- Grass – Regie: Hong Sang-soo (Republik Korea)
- The Green Fog – Regie: Guy Maddin, Evan Johnson, Galen Johnson (USA, Kanada)

- Vorfilm: Accidence – Regie: Guy Maddin, Evan Johnson, Galen Johnson (Kanada)

- Interchange – Regie: Brian M. Cassidy, Melanie Shatzky (Kanada)
- Jahilya – Regie: Hicham Lasri (Marokko, Frankreich)
- Kaotični život Nade Kadić (The Chaotic Life of Nada Kadić) – Regie: Marta Hernaiz (Mexiko, Bosnien und Herzegowina)
- Last Child – Regie: Shin Dong-seok (Republik Korea)
- Madeline’s Madeline – Regie: Josephine Decker (USA)
- Maki’la – Regie: Machérie Ekwa Bahango (Demokratische Republik Kongo, Frankreich)
- Mariphasa – Regie: Sandro Aguilar (Portugal)
- Minatomachi (Inland Sea) – Regie: Kazuhiro Soda (Japan, USA)
- Notes On an Appearance – Regie: Ricky D’Ambrose (USA)
- Old Love – Regie: Park Kiyong (Republik Korea)
- Our House – Regie: Yui Kiyohara (Japan)
- Our Madness – Regie: João Viana (Mosambik, Guinea-Bissau, Katar, Portugal, Frankreich)
- Premières armes (First Stripes) – Regie: Jean-François Caissy (Kanada)
- Premières solitudes (Young Solitude) – Regie: Claire Simon (Frankreich)
- SPK Komplex – Regie: Gerd Kroske (Deutschland)
- Syn (The Son) – Regie: Alexander Abaturow (Frankreich, Russische Föderation)
- Teatro de guerra (Theatre of War) – Regie: Lola Arias (Argentinien, Spanien)
- Tuzdan kaide (The Pillar of Salt) – Regie: Burak Çevik (Türkei)
- Unas preguntas (One or Two Questions) – Regie: Kristina Konrad (Deutschland, Uruguay)
- Waldheims Walzer – Regie: Ruth Beckermann (Österreich)
- Wieża. Jasny dzień. (Tower. A Bright Day.) – Regie: Jagoda Szelc (Polen)
- Wild Relatives – Regie: Jumana Manna (Deutschland, Libanon, Norwegen)
- Yours in Sisterhood – Regie: Irene Lusztig (USA)

Parallel existiert seit 2006 das Forum Expanded, das an verschiedenen Orten in Berlin künstlerische Film- und Video-Installationen sowie Performances präsentiert. Für 2018 sind 34 Filme und Videoarbeiten aller Längen und Genres sowie 15 Installationen aus insgesamt 27 Ländern gemeldet.

### Generation
Diese Berlinale-Sektion zeigt für Kinder und Jugendliche geeignete internationale Filmproduktionen. Zugelassen waren Langfilme mit einer Laufzeit von mindestens 60 Minuten und Kurzfilme mit maximal 20 Minuten Spieldauer, die innerhalb von zwölf Monaten vor Festivalbeginn fertiggestellt wurden. Ausländische Produktionen dürfen vorab auf einem außereuropäischen Festival gezeigt, im Ursprungsland im Fernsehen ausgestrahlt oder über Video-on-Demand vertrieben werden. Europäischen Filmen (ausgenommen deutschen Produktionen) ist es vorab erlaubt, im Ursprungsland, auf einem nationalen Festival bzw. expliziten Kinder- bzw. Jugendfilmfestival veröffentlicht oder eine nationale Kinoauswertung erfahren zu haben. Sektionsleiterin ist Maryanne Redpath. Die ersten Beitrage wurden im Dezember 2017 veröffentlicht. 2018 wurden aus über 2000 Einreichungen 65 Lang- und Kurzfilme aus 39 Ländern in die Wettbewerbe Generation Kplus (Eröffnungsfilm: 303) und Generation 14plus (Eröffnungsfilm: Cirkeline, Coco og det vilde næsehorn) eingeladen.
Als Auszeichnung wird je ein Gläserner Bär von einer Kinder- (elf Berliner Kinder im Alter von 11 bis 14 Jahren) und Jugendjury (sieben Jugendliche zwischen 14 und 18 Jahren) an einen Spielfilm und eine Dokumentation vergeben. Separat existiert eine internationale Generation-Kplus-Jury, die vom Deutschen Kinderhilfswerk gestiftete Geldpreise für den besten Lang- und Kurzfilm vergibt. Eine weitere internationale Jury vergibt im Auftrag der Bundeszentrale für politische Bildung ebenfalls einen Großen Preis für den besten Langfilm und einen Spezialpreis für den besten Kurzfilm.

#### Generation 14plus
Spielfilme:
- 303 – Regie: Hans Weingartner (Deutschland) – Eröffnungsfilm
- Adam – Regie: María Sólrún Sigurðardóttir (Deutschland, Island, USA, Mexiko)
- Cobain – Regie: Nanouk Leopold (Niederlande, Belgien, Deutschland)
- Danmark (Denmark) – Regie: Kasper Rune Larsen (Dänemark)
- Dressage – Regie: Pooya Badkoobeh (Iran)
- Les faux tatouages (FakeTattoos) – Regie: Pascal Plante (Kanada)
- Fortuna – Regie: Germinal Roaux (Schweiz, Belgien)
- Güvercin (The Pigeon) – Regie: Banu Sıvacı (Türkei)
- Hendi & Hormoz – Regie: Abbas Amini (Iran, Tschechische Republik)
- High Fantasy – Regie: Jenna Bass (Südafrika)
- Kissing Candice – Regie: Aoife McArdle (Irland, Großbritannien)
- Das Mädchen mit den roten Haaren (Para Aduma) – Regie: Tsivia Barkai Yacov (Israel)
- Retablo – Regie: Álvaro Delgado Aparicio (Peru, Deutschland, Norwegen)
- Unicórnio (Unicorn) – Regie: Eduardo Nunes (Brasilien)
- Virus Tropical – Regie: Santiago Caicedo (Kolumbien, Frankreich)
- What Walaa Wants – Regie: Christy Garland (Kanada, Dänemark)

Kurzfilme:
- Fry-Up – Regie: Charlotte Regan (Großbritannien)
- Follower – Regie: Jonathan B. Behr (Deutschland)
- Je fais où tu me dis (Dressed for Pleasure) – Regie: Marie de Maricourt (Schweiz)
- Juck – Regie: Olivia Kastebring, Julia Gumpert, Ulrika Bandeira (Schweden)
- Kiem Holijanda – Regie: Sarah Veltmeyer (Niederlande)
- Na zdrowie! (Bless You!) – Regie: Paulina Ziólkowska (Polen)
- Neputovanja (Untravel) – Regie: Ana Nedeljković, Nikola Majdak Jr. (Serbien, Slowakische Republik)
- Nuuca – Regie: Michelle Latimer (USA, Kanada)
- Playa (Beach) – Regie: Francisco Borrajo (Mexiko)
- Pop Rox – Regie: Nate Trinrud (USA)
- Premier amour (First Love) – Regie: Jules Carrin (Schweiz)
- Sinfonía de un mar triste (Symphony of a Sad Sea) – Regie: Carlos Morales (Mexiko)
- Tangles and Knots – Regie: Renée Marie Petropoulos (Australien)
- Three Centimetres – Regie: Lara Zeidan (Großbritannien)
- Vermine (Vermin) – Regie: Jeremie Becquer (Dänemark)
- Voltage – Regie: Samira Ghahremani (Österreich)

#### Generation Kplus
Spielfilme:
- Allons enfants (Cléo & Paul) – Regie: Stéphane Demoustier (Frankreich)
- Blue Wind Blows – Regie: Tetsuya Tomina (Japan)
- Ceres – Regie: Janet van den Brand (Belgien, Niederlande)
- Cirkeline, Coco og det vilde næsehorn (Circleen, Coco And the Wild Rhinoceros) – Regie: Jannik Hastrup (Dänemark) – Eröffnungsfilm
- El día que resistía – Regie: Alessia Chiesa (Argentinien, Frankreich)
- Kommissar Gordon & Buffy (Gordon och Paddy) – Regie: Linda Hambäck (Schweden)
- Mein Freund, die Giraffe (Dikkertje Dap) – Regie: Barbara Bredero (Niederlande, Belgien, Deutschland)
- Mochila de plomo (Packing Heavy) – Regie: Darío Mascambroni (Argentinien)
- Les rois mongols (Cross My Heart) – Regie: Luc Picard (Kanada)
- Sekala Niskala (The Seen and Unseen) – Regie: Kamila Andini (Indonesien, Niederlande, Australien, Katar)
- Supa Modo – Regie: Likarion Wainaina (Deutschland, Kenia)
- Thilda & die beste Band der Welt (Los Bando) – Regie: Christian Lo (Norwegen, Schweden)
- Die unglaubliche Geschichte von der Riesenbirne (Den utrolige historie om den kæmpestore pære) – Regie: Philip Einstein Lipski, Amalie Næsby Fick, Jørgen Lerdam (Dänemark)
- Wang Zha de yuxue (Wangdrak’s Rain Boots) – Regie: Lhapal Gyal (Volksrepublik China)

Kurzfilme:
- A Field Guide to Being a 12-Year-Old Girl – Regie: Tilda Cobham-Hervey (Australien)
- L’après-midi de Clémence (The Afternoon of Clémence) – Regie: Lénaïg Le Moigne (Frankreich)
- Vdol´ i poperyok (Between the Lines) – Regie: Maria Koneva (Russische Föderation)
- Brottas (Tweener) – Regie: Julia Thelin
- Cena d’aragoste (Lobster Dinner) – Regie: Gregorio Franchetti (USA, Italien)
- De Natura – Regie: Lucile Hadzihalilovic (Rumänien)
- Fisketur (Out Fishing) – Regie: Uzi Geffenblad (Schweden)
- Fire in Cardboard City – Regie: Phil Brough (Neuseeland)
- Hvalagapet – Regie: Liss-Anett Steinskog (Norwegen)
- Jaalgedi (A Curious Girl) – Regie: Rajesh Prasad Khatri (Nepal)
- Lost & Found – Regie: Bradley Slabe (Australien)
- Neko no Hi (Cat Days) – Regie: Jon Frickey
- Paper Crane – Regie: Takumi Kawakami (Australien)
- Pinguin (Penguin) – Regie: Julia Ocker (Deutschland)
- Snijeg za Vodu (Snow for Water) – Regie: Christopher Villiers (Bosnien und Herzegowina, Großbritannien)
- Toda mi alegría (All My Joy) – Micaela Gonzalo (Argentinien)
- Tråder (Threads) – Regie: Torill Kove (Norwegen, Kanada)
- Trois rêves de ma jeunesse (Three Dreams of My Childhood) – Regie: Valérie Mréjen, Bertrand Schefer (Rumänien)
- Yover – Regie: Edison Sánchez (Kolumbien)

### Perspektive Deutsches Kino
Die auf Anregung von Dieter Kosslick 2002 entstandene Sektion Perspektive Deutsches Kino präsentiert sowohl kurze als auch lange Spiel-, Dokumentar- und Experimentalfilme von deutschen Nachwuchsfilmemachern mit einer Mindestlänge von 20 Minuten. Sie richtet sich an talentierte Regisseure, die am Beginn ihrer Laufbahn stehen. Eine vorherige Teilnahme der Beiträge an einem Filmfestival war kein Ausschlusskriterium. Sektionsleiterin ist Linda Söffker.
Unter den Beiträgen wurde der 2017 eingeführte „Kompagnon“-Förderpreis (Stipendium von 5000 Euro / 2500 Euro für Kurzfilme), der GWFF Preis Bester Erstlingsfilm (dotiert mit 50.000 Euro) und der
Glashütte Original Dokumentarfilmpreis (dotiert mit 50.000 Euro) vergeben.
Die Beiträge wurden am 21. Dezember 2017 und 12. Januar 2018 bekanntgegeben.
Dokumentarfilme:
- The Best Thing You Can Do With Your Life – Regie: Zita Erffa
- draußen – Regie: Johanna Sunder-Plassmann, Tama Tobias-Macht
- Impreza – Das Fest – Regie: Alexandra Wesolowski
- Überall wo wir sind – Regie: Veronika Kaserer

Spielfilme:
- Die defekte Katze – Regie: Susan Gordanshekan (mit Pegah Ferydoni, Hadi Khanjanpour, Henrike von Kuick, Constantin von Jascheroff, Arash Marandi)
- Feierabendbier – Regie: Ben Brummer (mit Tilman Strauß, Julia Dietze, Johann Jürgens, Christian Tramitz)
- Kein sicherer Ort – Regie: Antje Beine (Lucia Stickel, Kristina Pauls, Robin Sondermann)
- Kineski zid (Chinesische Mauer) – Regie: Aleksandra Odic (mit Elena Matić, Tina Keserović, Faketa Salihbegović-Avdagić, Anja Stanić, Mugdim Avdagić)
- Luz – Regie: Tilman Singer (mit Luana Velis, Jan Bluthardt, Julia Riedler, Nadja Stübiger, Johannes Benecke)
- Rå – Regie: Sophia Bösch (mit Sofia Aspholm, Lennart Jähkel, Lars T. Johansson, Ingmar Virta, Ivan Mathias Petersson)
- Rückenwind von vorn (Eröffnungsfilm) – Regie: Philipp Eichholtz (mit Victoria Schulz, Aleksandar Radenković, Daniel Zillmann, Angelika Waller)
- Storkow Kalifornia (Eröffnungsfilm) – Regie: Kolja Malik (mit Daniel Roth, Lana Cooper, Franziska Ponitz)
- Verlorene – Regie: Felix Hassenfratz (mit Maria Dragus, Anna Bachmann, Clemens Schick, Enno Trebs, Meira Durand)
- Whatever Happens Next – Regie: Julian Pörksen (mit Sebastian Rudolph, Lilith Stangenberg, Peter René Lüdicke, Christine Hoppe, Eike Weinreich)

### Berlinale Special
In der Sektion Berlinale Special werden außergewöhnliche Neuproduktionen gezeigt, Filme von oder über Persönlichkeiten, die mit der Berlinale Kamera ausgezeichnet werden sowie ausgewählte internationale Serien (Berlinale Series). Folgende Beiträge wurden im Rahmen der Sektion gezeigt:
- AMERICA Land of the FreeKS – Regie: Ulli Lommel (Deutschland) – Dokumentarfilm
- Der Buchladen der Florence Green (The Bookshop) – Regie: Isabel Coixet (Spanien, Großbritannien, Deutschland) – mit Emily Mortimer, Bill Nighy, Patricia Clarkson
- Dolmetscher (The Interpreter) – Regie: Martin Šulík (Slowakische Republik, Tschechische Republik, Österreich) – mit Peter Simonischek, Jiří Menzel, Zuzana Mauréry, Attila Mokos, Anna Rakovská
- Gurrumul – Regie: Paul Williams (Australien) – Dokumentarfilm (in Kooperation mit der Sonderveranstaltung NATIVe)
- The Happy Prince – Regie: Rupert Everett (Deutschland, Belgien, Italien) – mit Colin Firth, Emily Watson, Colin Morgan, Edwin Thomas, Rupert Everett
- Monster Hunt 2 – Regie: Raman Hui (Volksrepublik China / Hongkong, China) – mit Tony Leung Chiu-wai, Baihe Bai, Boran Jing
- RYŪICHI SAKAMOTO: async AT THE PARK AVENUE ARMORY – Regie: Stephen Nomura Schible (USA, Japan) – Dokumentarfilm
- Das schweigende Klassenzimmer – Regie: Lars Kraume (Deutschland) – mit Leonard Scheicher, Tom Gramenz, Lena Klenke, Jonas Dassler, Florian Lukas, Jördis Triebel, Michael Gwisdek, Ronald Zehrfeld, Burghart Klaußner
- Songwriter – Regie: Murray Cummings (Großbritannien) – Dokumentarfilm
- Unga Astrid (Becoming Astrid) – Regie: Pernille Fischer Christensen (Schweden, Deutschland, Dänemark) – mit Alba August, Trine Dyrholm, Magnus Krepper, Maria Bonnevie, Henrik Rafaelsen
- Usedom – Der freie Blick aufs Meer – Regie: Heinz Brinkmann (Deutschland) – Dokumentarfilm
- Viaje a los Pueblos Fumigados – Regie: Fernando Solanas (Argentinien) – Dokumentarfilm

Die Reihe Berlinale Special Series, in der Fernsehserien vorgestellt werden, bekam 2018 unter dem neuen Titel Berlinale Series mit dem Zoo Palast eine neue Spielstätte.
- Bad Banks, Episoden 1–2 (ZDF, Arte) – Regie: Christian Schwochow (Deutschland, Luxemburg) – mit Paula Beer, Barry Atsma, Désirée Nosbusch, Albrecht Schuch, Mai Duong Kieu, Marc Limpach, Tobias Moretti
- Heimebane, Episoden 1–2 (Home Ground, NRK) – Regie: Arild Andresen (Norwegen) – mit Ane Dahl Torp, John Carew
- Liberty, Episoden 1–2 (DR) – Regie: Mikael Marcimain (Dänemark) – mit Connie Nielsen, Carsten Bjørnlund, Sofie Gråbøl, Magnus Krepper, Charlie Karumi, Anton Hjejle
- The Looming Tower, Episoden 1–2 (Amazon, Hulu) – Regie: Alex Gibney (USA) – mit Jeff Daniels, Tahar Rahim, Peter Sarsgaard, Wrenn Schmidt, Bill Camp, Michael Stuhlbarg
- Picnic at Hanging Rock, Episoden 1–2 (Foxtel) – Regie: Larysa Kondracki (Australien) – mit Natalie Dormer, Lily Sullivan, Madeleine Madden, Samara Weaving, Lola Bessis, Yael Stone, Inez Currõ, Harrison Gilbertson, Ruby Rees
- Sleeping Bears, Episoden 1–2 (Keshet Broadcasting) – Regie: Keren Margalit (Israel) – mit Noa Koler, Yossi Marshek, Alma Zak, Yaakov Zada Daniel, Doron Tavory
- The Terror, Episoden 1–2 (AMC, AMC Networks International, Amazon) – Regie: Edward Berger (USA) – mit Jared Harris, Tobias Menzies, Ciarán Hinds, Adam Nagaitis, Paul Ready

### Retrospektive und Berlinale Classics
Seit 1977 werden in Zusammenarbeit mit der Deutschen Kinemathek filmhistorische Retrospektiven auf der Berlinale veranstaltet. 2018 wird sich die Retrospektive unter dem Titel „Weimarer Kino – neu gesehen“ Filmen aus der Zeit der Weimarer Republik widmen. Geplant war 28 Programme mit Spiel-, Dokumentar- und Kurzfilmen aus den Jahren 1918 bis 1933 aufzuführen, die sich auf die Themenschwerpunkte „Exotik“, „Alltag“ und „Geschichte“ konzentrierten und nicht zum engsten Kanon des Weimarer Kinos gezählt wurden.
- Alle Kreise erfasst Tolirag – Regie: Oskar Fischinger (1933/34, Kurzfilm)
- Das Abenteuer einer schönen Frau – Regie: Hermann Kosterlitz (1932)
- Abwege – Regie: Georg Wilhelm Pabst (1928)
- Alexanderplatz überrumpelt – Regie: Peter Pewas (1932–34, Kurzfilm)
- Die andere Seite – Regie: Heinz Paul (1931)
- Barcarole – Regie: Hermann Diehl, Ferdinand Diehl (1932, Kurzfilm)
- Das blaue Licht – Regie: Leni Riefenstahl (1932)
- Brüder – Regie: Werner Hochbaum (1929)
- Die Carmen von St. Pauli – Regie: Erich Waschneck (1928)
- Farbfilmversuche. Demo-Film für Sirius-Farbverfahren – Regie: Ludwig Horst, Hans Horst (1929, Kurzfilm)
- Der Favorit der Königin – Regie: Franz Seitz sen. (1922)
- Filmstudie – Regie: Hans Richter (1928, Kurzfilm)
- Fischfang in der Rhön (an der Sinn) – Regie: Ella Bergmann-Michel (1932, Kurzfilm)
- Frühlings Erwachen – Regie: Richard Oswald (1929)
- Heimkehr – Regie: Joe May (1928)
- Der Himmel auf Erden – Regie: Reinhold Schünzel, Alfred Schirokauer (1927)
- Ihre Majestät die Liebe – Regie: Joe May (1931)
- Im Auto durch zwei Welten – Regie: Clärenore Stinnes, Carl-Axel Söderström (1927–1931)
- In einer kleinen Konditorei – Regie: Robert Wohlmuth (1930, Kurzfilm)
- Inflation – Regie: Hans Richter (1928, Kurzfilm)
- Kameradschaft – Regie: Georg Wilhelm Pabst (1931)
- Der Kampf ums Matterhorn – Regie: Mario Bonnard, Nunzio Malasomma (1928)
- Der Katzensteg – Regie: Gerhard Lamprecht (1927)
- Die Leuchte Asiens – Regie: Franz Osten (1925)
- Das Lied vom Leben – Regie: Alexei Granowski (1931)
- Ludwig der Zweite, König von Bayern – Regie: Wilhelm Dieterle (1930)
- Markt in Berlin – Regie: Wilfried Basse (1929, Kurzfilm)
- Menschen im Busch – Regie: Friedrich Dalsheim, Gulla Pfeffer (1930, Dokumentarfilm)
- Milak, der Grönlandjäger – Regie: Bernhard Villinger, Georgi Asagarow (1927, Dokumentarfilm)
- Mit der Kamera durch Alt-Berlin – Regie: Anonymus (Dokumentar-Kurzfilm, 1928)
- Morgen beginnt das Leben – Regie: Werner Hochbaum (1933)

- Opium – Regie: Robert Reinert, Nunzio Malasomma (1919)
- Palmenzauber – Regie: Wolfgang Kaskeline (1933/34, Kurzfilm)
- Pitsch und Patsch – Regie: Rudolf Pfenninger (1932, Kurzfilm)
- Polizeibericht Überfall – Regie: Ernő Metzner (1929, Kurzfilm)
- Der Sieger – Regie: Julius Pinschewer, Walter Ruttmann (1922, Kurzfilm)
- Schmutziges Geld – Regie: Richard Eichberg (1928)
- Sprengbagger 1010 – Regie: Karl-Ludwig Acház-Duisberg (1929)
- Die Unehelichen – Regie: Gerhard Lamprecht (1926)
- Wasserfreuden im Tierpark – Regie: Anonymous (1931, Kurzfilm)
- Weltbrand (1920) / Die Flucht aus dem goldenen Kerker (1921) – Regie: Urban Gad
- Wo wohnen alte Leute? – Regie: Ella Bergmann-Michel (1932)
- Das Wunder – Regie: Julius Pinschewer, Walter Ruttmann (1922, Kurzfilm)
- Zwei Farben – Regie: Wolfgang Kaskeline (1933, Kurzfilm)

Daneben werden in der Reihe Berlinale Classics neue Restaurierungen von Filmklassikern und wiederentdeckte Werke ins Programm genommen. Weltpremieren der digital restaurierten Fassungen folgender Filme wurden gezeigt:
- Das alte Gesetz – Regie: Ewald André Dupont (1923)
- Angriffsziel Moskau (Fail Safe) – Regie: Sidney Lumet (1964)
- Der Himmel über Berlin – Regie: Wim Wenders (1987)
- Life According to Agfa – Nachtaufnahmen (החיים על פי אגפא) – Regie: Assi Dajan (1992)
- Mein 20. Jahrhundert (Az én XX. századom) – Regie: Ildikó Enyedi (1989)
- Tokio in der Dämmerung (東京暮色, Tōkyō Boshoku) – Regie: Yasujirō Ozu (1957)
- Wenn die Kraniche ziehen (Летят журавли, Letjat schurawli) – Regie: Michail Kalatosow (1957)

## Preisträger
Internationaler Wettbewerb
- Goldener Bär: Touch Me Not von Adina Pintilie
- Silberner Bär – Großer Preis der Jury: Małgorzata Szumowska für Die Maske
- Alfred-Bauer-Preis: Marcelo Martinessi für Las herederas
- Silberner Bär – Beste Regie: Wes Anderson für Isle of Dogs – Ataris Reise
- Silberner Bär – Beste Darstellerin: Ana Brun für Las herederas
- Silberner Bär – Bester Darsteller: Anthony Bajon für La prière
- Silberner Bär – Bestes Drehbuch: Manuel Alcalá und Alonso Ruizpalacios für Museo
- Silberner Bär – Herausragende künstlerische Leistung: Elena Okopnaya (Kostüme und Szenenbild) für Dowlatow

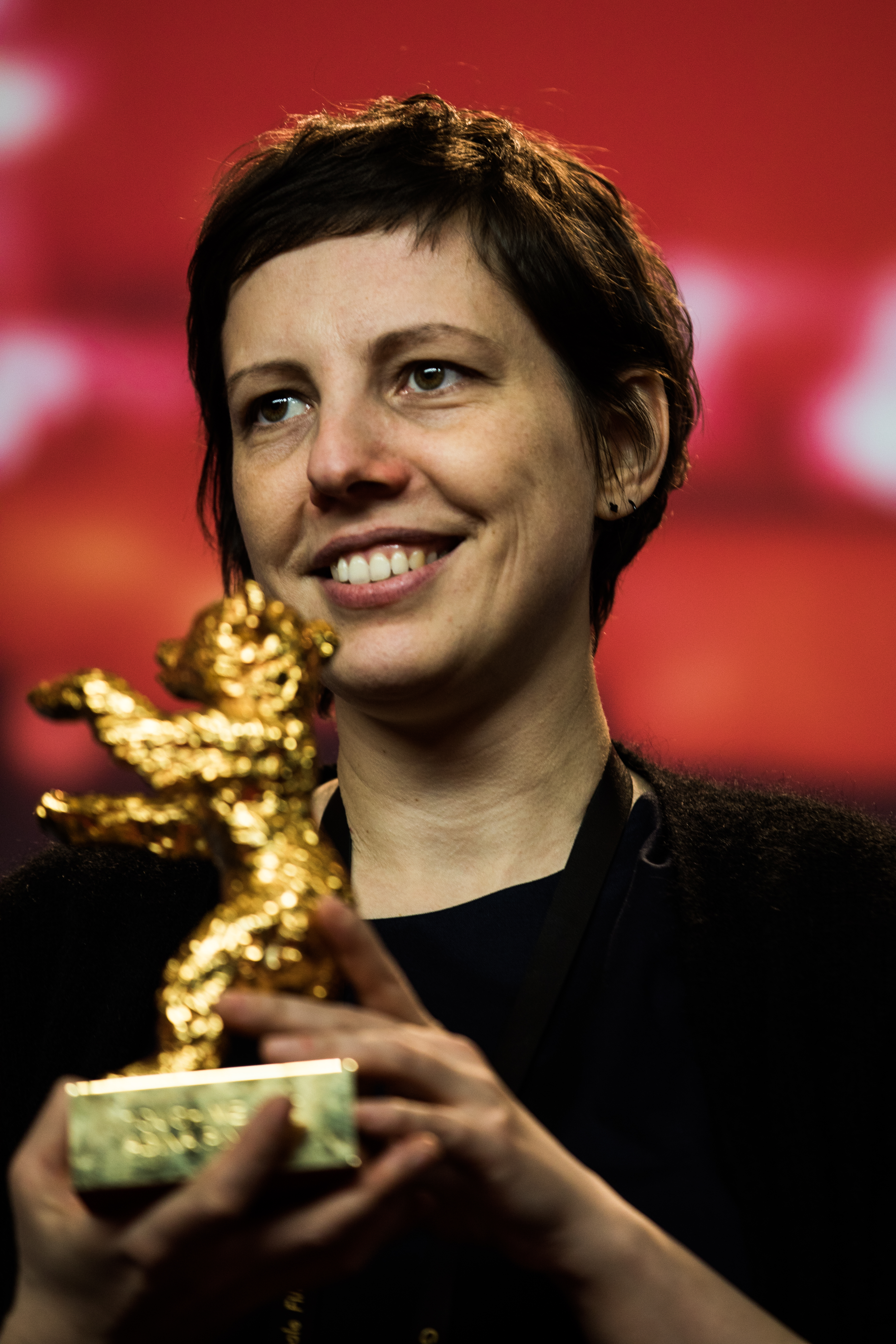
Adina Pintilie (Touch Me Not)
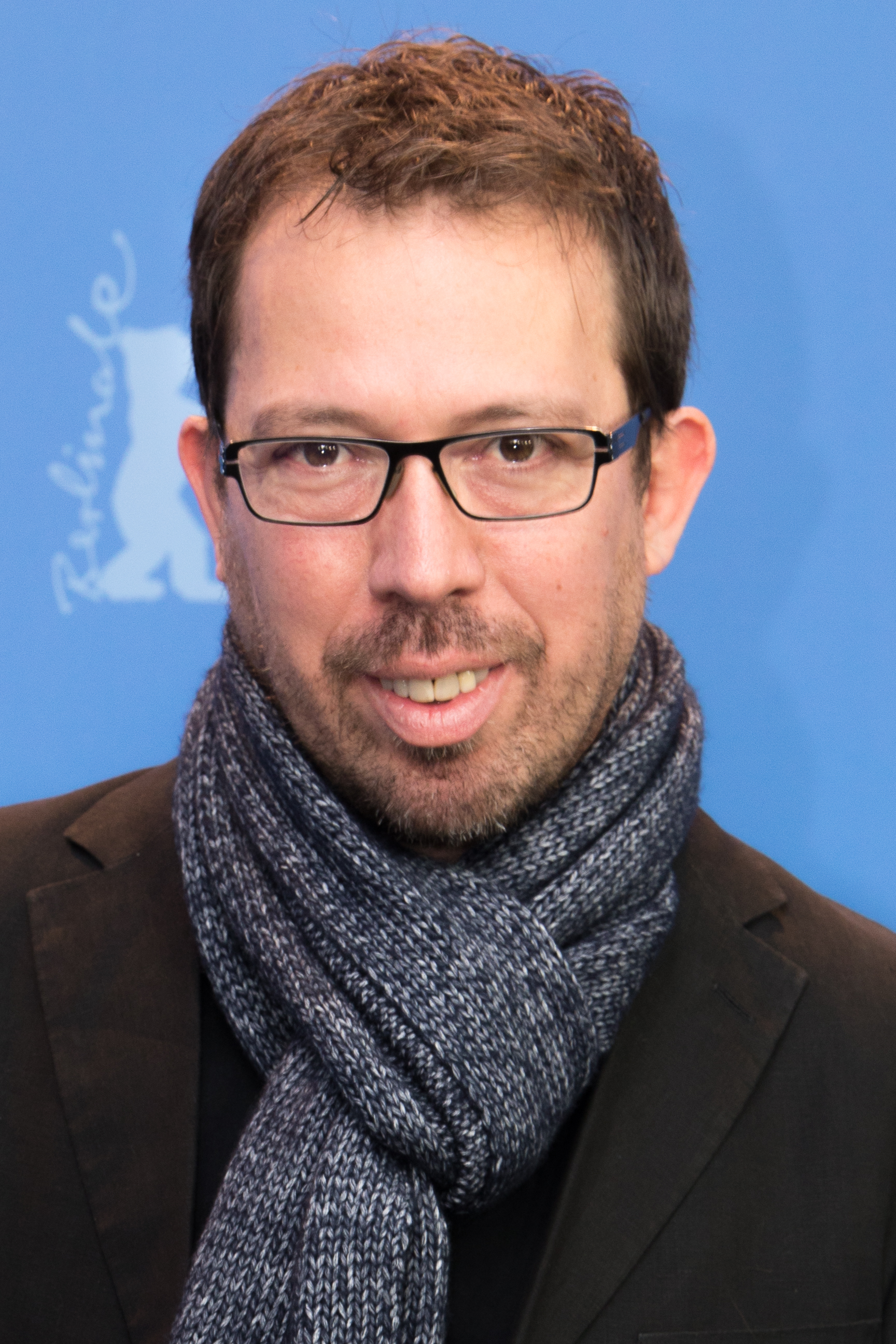
Marcelo Martinessi (Las herederas)
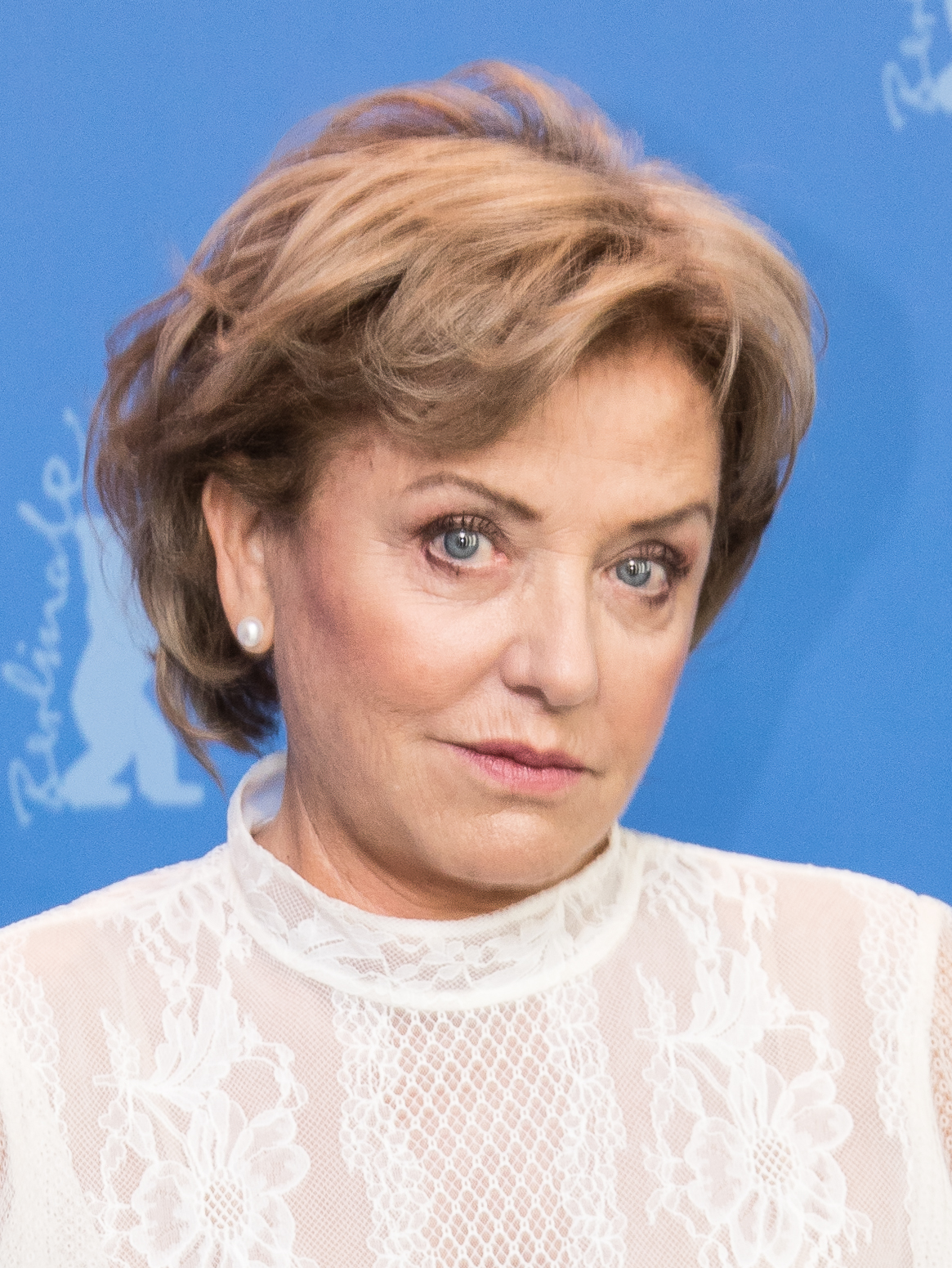
Ana Brun (Las herederas)
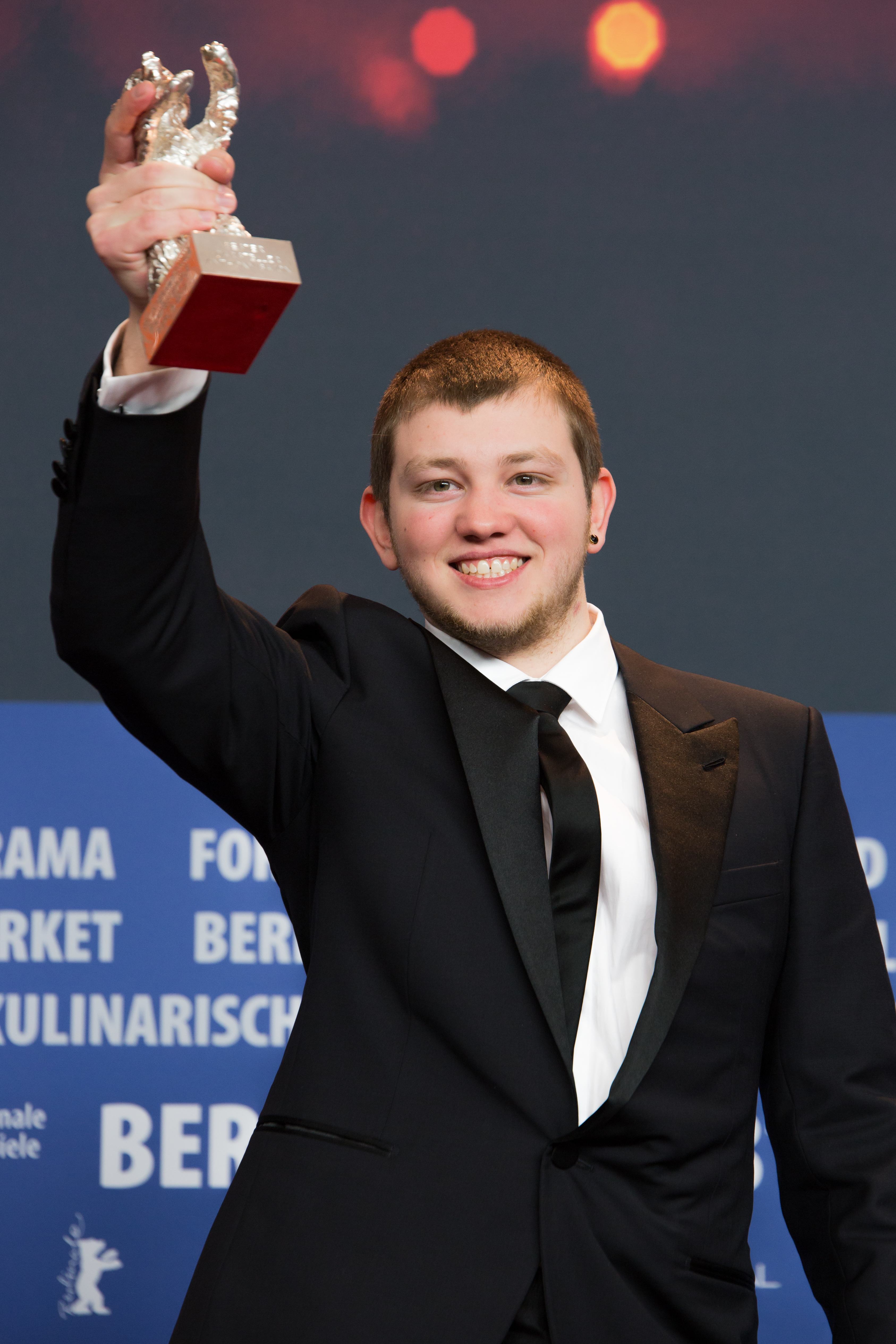
Anthony Bajon (La prière)

Berlinale Shorts
- Goldener Bär für den besten Kurzfilm: The Men Behind the Wall von Ines Moldavsky
- Silberner Bär – Preis der Jury: Imfura von Samuel Ishimwe
- Audi-Kurzfilmpreis: Solar Walk von Réka Bucsi
- Berlinale-Nominierung für den Europäischen Filmpreis: Burkina Brandenburg Komplex von Ulu Braun

Dokumentarfilm

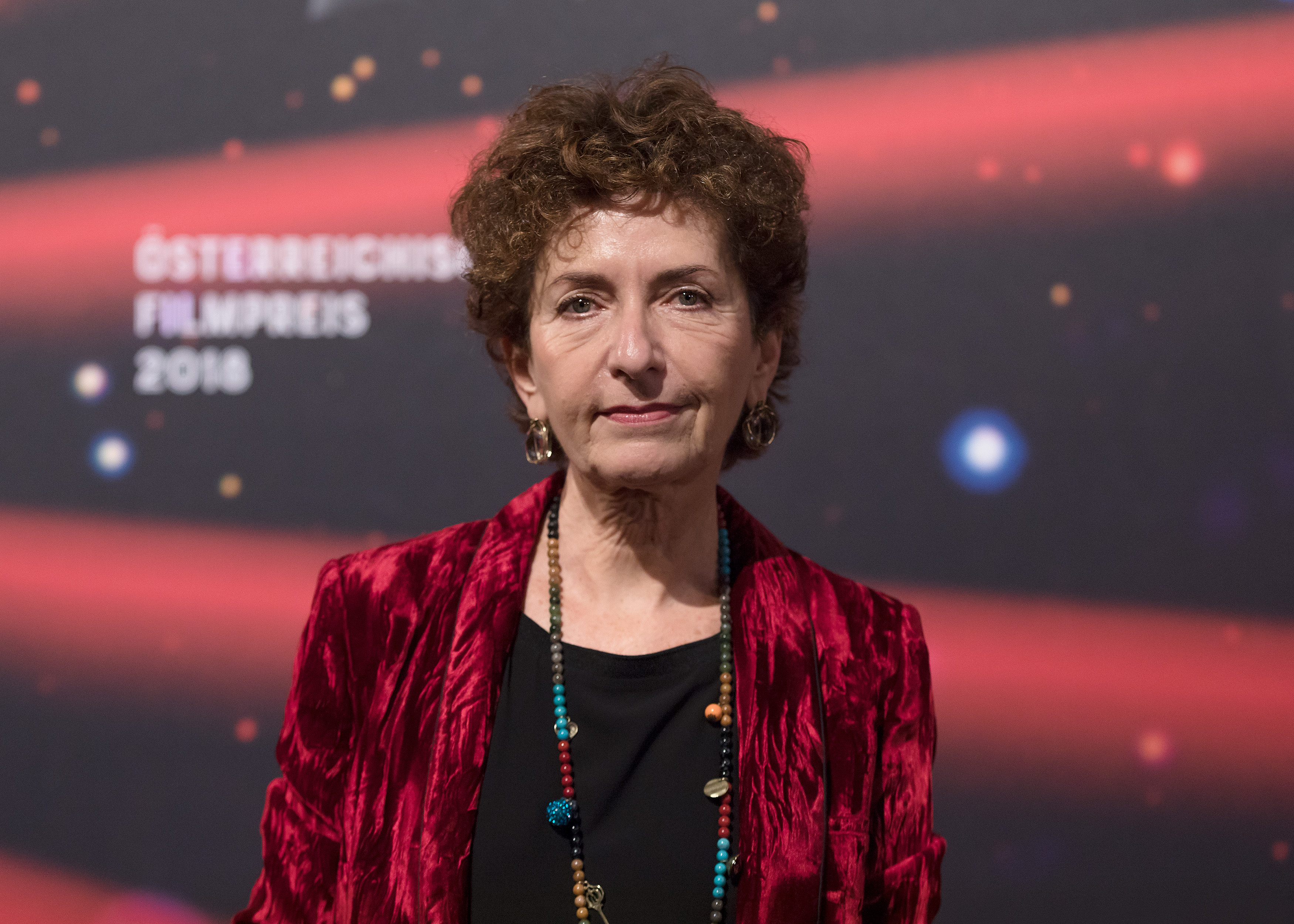
Ruth Beckermann (2018)

- Glashütte Original Dokumentarfilmpreis: Waldheims Walzer von Ruth Beckermann
- Lobende Erwähnung: Ex Pajé (Ex Shaman) von Luiz Bolognesi

Erstlingsfilm
- Bester Erstlingsfilm: Touch Me Not von Adina Pintilie
- Lobende Erwähnung: An Elephant Sitting Still von Hu Bo

Unabhängige Jurys
- Preis der Ökumenischen Jury: In den Gängen von Thomas Stuber (Wettbewerb), Styx von Wolfgang Fischer (Panorama), Teatro de guerra (Theatre of War) von Lola Arias (Forum)
- FIPRESCI-Preis: Las herederas (The Heiresses) von Marcelo Martinessi (Wettbewerb), Am Flussufer von Isao Yukisada (Panorama), An Elephant Sitting Still von Hu Bo (Forum)
- Teddy Award: Tinta Bruta (Hard Paint) von Marcio Reolon und Filipe Matzembacher (Spielfilm), Bixa Travesty (Tranny Fag) von Claudia Priscilla und Kiko Goifman (Dokumentar-/Essayfilm), Three Centimetres von Lara Zeidan (Kurzfilm)
  - L’Oréal Teddy Newcomer award: Retablo von Álvaro Delgado-Aparicio L.
  - Teddy Readers’ Award powered by Mannschaft: Las herederas (The Heiresses) von Marcelo Martinessi
- Gilde-Filmpreis: In den Gängen von Thomas Stuber
- CICAE-Preis: Tinta Bruta (Hard Paint) von Marcio Reolon und Filipe Matzembacher (Panorama), Teatro de guerra (Theatre of War) von Lola Arias (Forum)
- Label Europa Cinemas: Styx von Wolfgang Fischer
- Panorama Publikumspreis
  - Bester Spielfilm: Profile von Timur Bekmambetov
  - Bester Dokumentarfilm: The Silence of Others von Almudena Carracedo und Robert Bahar
- Special Jury Award: Obscuro Barroco von Evangelia Kranioti
- Caligari-Filmpreis: La Casa Lobo (Das Wolfshaus) (The Wolf House) von Cristóbal León und Joaquín Cociña
- Friedensfilmpreis: The Silence of Others von Almudena Carracedo und Robert Bahar
- Amnesty International Prize: Zentralflughafen THF von Karim Aïnouz
- Heiner-Carow-Preis der DEFA-Stiftung: Styx von Wolfgang Fischer
- Leserpreis der Berliner Morgenpost: Dowlatow von Alexey German Jr (Wettbewerb)
- Leserpreis des Tagesspiegels: L’empire de la perfection (In the Realm of Perfection) von Julien Faraut (Forum)
- Kompass-Perspektive-Preis: Überall wo wir sind von Veronika Kaserer
- Kompagnon-Förderpreise: When a Farm Goes Aflame, the Flakes Fly Home to Bear the Tale von Jide Tom Akinleminu (Berlinale Talents 2018), Blutsauger von Julian Radlmaier (Perspektive Deutsches Kino 2017)
- ARTE International Prize: The War Has Ended von Hagar Ben Asher, produziert von Madants (Polen), Match Factory Productions (Deutschland) und Transfax Film Productions (Israel)
- Eurimages Co-Production Development Award: Madants (Polen), Match Factory Productions (Deutschland) und Transfax Film Productions (Israel) für The War Has Ended (Regie: Hagar Ben Asher)
- VFF Talent Highlight Award: Produzentin Jing Wang (Volksrepublik China) für Tropical Memories (Regie: Shipei Wen)